# Sommaren jag blev vacker
Sommaren jag blev vacker (originaltitel The summer I turned pretty) är en ungdomsroman från 2009 av Jenny Han, och den första boken i en trilogi. Den kom ut i svensk översättning 2010.